# Isopropyl-β-D-thiogalactopyranosid
Isopropyl-β-D-thiogalactopyranosid (IPTG) ist ein Galactose-Thioglycosid (S-Glycosid), welches als künstlicher Induktor des Lactose-Operons in Escherichia coli verwendet wird.

## Chemische und physikalische Eigenschaften
Der Drehwert  α beträgt −28,6° (589 nm; 20 °C; 0,82 g / 100 ml H2O).

## Biologische Eigenschaften
IPTG wirkt als Aktivator (Induktor) des lac-Operons, indem es an den Lac-Repressor (das Proteinprodukt des lacI Gens) bindet. Dadurch erfolgt eine allosterische Konformationsänderung des Repressors, die seine Wechselwirkung mit den lac-Operatoren inhibiert. Im Gegensatz zur Lactose bzw. Allolactose wird IPTG nicht im natürlichen Metabolismus von Bakterien umgesetzt, seine Konzentration ist deshalb während eines Versuchs konstant, und der Repressor bleibt inaktiviert. Solche nichtmetabolisierten Induktoren werden in der englischen Fachsprache „gratuitous inducers“, im Deutschen weniger deskriptiv und nicht gänzlich zutreffend „künstliche Induktoren“ genannt. Manche Präparationen von IPTG können krebserregende Verunreinigungen enthalten.

## Verwendung
IPTG wird in der Molekularbiologie dazu benutzt, rekombinante Proteine durch Expression von klonierten Genen herzustellen. Das gewünschte Gen befindet sich dabei unter der Kontrolle eines von Lac-Repressor regulierten Promoters. Eine solche Promotor-Gen-Fusion befindet sich meist auf einem Plasmid, mit dem Bakterien transformiert werden. Damit das Gen zunächst abgeschaltet ist und erst durch Zugabe von IPTG kontrolliert in Protein umgesetzt wird (Transkription und Translation), müssen die Zellen Lac-Repressor in ausreichenden Mengen exprimieren. Weiterhin wird es oft (und meistens unnötigerweise) bei der Blau-Weiß-Selektion verwendet. Die bei dieser Selektion verwendeten Multicopy-Plasmide tragen üblicherweise lac-Operatoren und titrieren so die wenigen zellulären Lac-Repressor-Moleküle aus.